# Chorwacki Ruch Wyzwoleńczy

Chorwacki Ruch Wyzwoleńczy (chorw. Hrvatski Oslobodilački Pokret, HOP) – chorwacka emigracyjna organizacja antykomunistyczna działająca od 1956 r.
Organizacja powstała w lipcu 1956 r. w Buenos Aires z inicjatywy przywódców chorwackich ustaszy. Na jej czele stanął Ante Pavelić, a w skład kierownictwa weszli Džaferbeg Kulenović, Vjekoslav Vrančić, Ivica Frković, Ivan Kordić, Stjepan Hefer, Stipe Matijević, Josip Marković. Wszyscy oni pełnili wysokie stanowiska we władzach Niezależnego Państwa Chorwackiego (NDH) w okresie II wojny światowej, po zakończeniu której zbiegli na Zachód. HOP nawiązywał do tradycji ruchu ustaszy i NDH. Był najbardziej radykalną organizacją chorwackiej emigracji. Głosił hasła skrajnie antykomunistyczne, skrajnie prawicowe i antyjugosłowiańskie. Wszedł w skład Antybolszewickiego Bloku Narodów. Działał głównie w Republice Federalnej Niemiec, frankistowskiej Hiszpanii, USA, Kanadzie, Australii, Argentynie, Chile. Wydawał liczne pisma, jak „Hrvatska” w Argentynie, „Spremnost” w Australii, „NDH” w Kanadzie czy „Hrvatska sloboda” w RFN. Prowadził działalność terrorystyczną, jak podkładanie ładunków wybuchowych pod jugosłowiańskie instytucje w różnych państwach, zabójstwa polityków jugosłowiańskich, uprowadzenia samolotów itp. 
Do najbardziej znanych akcji należało zabicie w 1971 r. w Sztokholmie jugosłowiańskiego ambasadora Vladimira Rolovicia oraz wysadzenie w powietrze w 1972 r. samolotu pasażerskiego jugosłowiańskich linii lotniczych JAT. Do innych akcji terrorystów chorwackich zaliczano: 26 listopada 1966 r. – dwie bomby w klubie jugosłowiańskim w Paryżu; 30 czerwca 1967 r. – próba przekroczenia granicy dla dokonania zamachu; lipiec 1967 r. – bomba w ambasadzie jugosłowiańskiej w Osło; 26 i 27 lipca 1967 r. – bomby w międzynarodowym pociągu jadącym do Jugosławii; 3 września 1967 r. – bomba na statku „Kupres"; 29 listopada 1967 r. – bomba w jugosłowiańskim przedstawicielstwie dyplomatycznym w Melbourne; 16 lutego 1968 r. – bomba w konsulacie w Schwenningen; 18 lutego 1968 r. – dwie bomby na klub jugosłowiański w Paryżu (l zabity, 19 rannych); 15 marca 1968 r. – bomba w konsulacie jugosłowiańskim w Klagenfurcie; 24 marca 1968 r. bomba w jugosłowiańskim konsulacie generalnym w Grazu; kwietnia 1968 r. – dwie bomby przeciw jugosłowiańskim przedstawicielstwom konsularnym w Kanadzie; 23 maja 1968 r. – zamach Ivana Jelića na dworcu głównym w Belgradzie (14 rannych); 5 czerwca 1968 r. – bomba w pociągu międzynarodowym jadącym do Jugosławii; lipiec 1968 r. – bomba w ambasadzie jugosłowiańskiej w Kopenhadze; lipca 1968 r. – bomba w kinie „20 Oktobra" w Belgradzie (l zabity, 35 rannych); 25 września 1968 r. – zamach Milenko Hrkaća na dworcu głównym w Belgradzie (16 rannych). 30 czerwca 1969 r. ustasze napadają na jugosłowiańską misję dyplomatyczną w Berlinie Zachodnim raniąc 2 ludzi, w 1971 r. mordują ambasadora Jugosławii w Sztokholmie, 16 sierpnia 1972 r. dokonują zamachu na jugosłowiańską agencję turystyczną w Australii (16 rannych). We wrześniu 1976 r. bojówka chorwacka porwała samolot TWA do Europy, wykorzystując to propagandowo. W maju 1977 r. trzech Chorwatów okupowało misję Jugosławii przy ONZ. W listopadzie 1978 r. ustasze zastrzelili w Sarajewie działacza komunistycznego R. Gazii. W 1980 r. ciężko ranny zostaje w Caracas ambasador Jugosławii M. Sunić. 7 listopada 1981 r. Chorwacka Armia Rewolucyjna dokonała zamachu w Stuttgarcie. W sumie w latach 1966-1977 na terenie Europy Zachodniej terroryści zabili 4 dyplomatów jugosłowiańskich, usiłowali zamordować dalszych 8, dokonali 20 zamachów bombowych na zagraniczne placówki SFRJ, oskarżani są także o popełnienie 29 mordów kapturowych. W samej Jugosławii w 3 zamachach bombowych zginąć miało 14 ludzi.
W 1991 r. w niepodległej Chorwacji HOP zarejestrował się jako partia polityczna. Na jej czele stoi Mirko Brekalo. Odtąd startuje w kolejnych wyborach parlamentarnych, mając jednak znikome poparcie społeczne.